# Riemann-hypothese

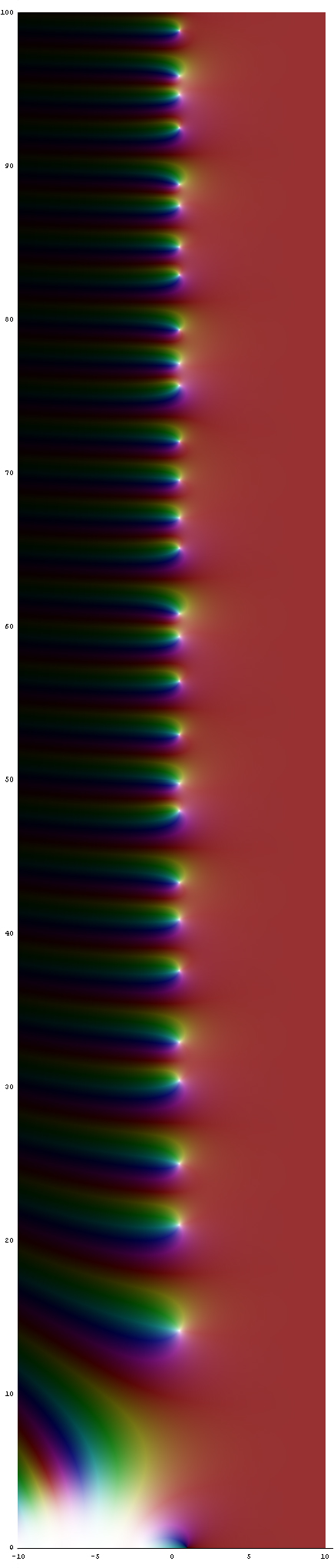
Riemann-zèta-functie in het complexe vlak, horizontaal het reële deel en verticaal het imaginaire deel. Een rij van witte vlekken markeert de nulpunten op de lijn.

In de getaltheorie, een deelgebied van de wiskunde, impliceert de riemann-hypothese of het riemann-vermoeden
resultaten over de verdeling van de priemgetallen. Het vermoeden werd in 1859 door Bernhard Riemann geformuleerd. Het vermoeden houdt in dat het reële deel van alle niet-triviale nulpunten van de riemann-zèta-functie gelijk is aan ½.
De riemann-zèta-functie {\displaystyle \zeta (s)} is een functie, waarvan het argument {\displaystyle s} ieder complexe getal kan zijn behalve 1, en waarvan de waarden ook complex zijn. De functie heeft nulpunten op de negatieve even gehele getallen, dat wil zeggen, {\displaystyle \zeta (s)=0} als {\displaystyle s} gelijk is aan −2, −4, −6, ... Deze getallen noemt men de triviale nulpunten. De negatieve even gehele getallen zijn niet de enige waarden waarvoor de riemann-zèta-functie nul is en de andere noemt men de niet-triviale nulpunten. De riemann-hypothese gaat over de plaats van deze niet-triviale nulpunten en is:

Het reële deel van elk niet-triviaal nulpunt van de riemann-zèta-functie is ½.

De niet-triviale nulpunten moeten dus op de lijn {\displaystyle \Re (s)={\frac {1}{2}}} liggen die wordt gedefinieerd door de complexe getallen {\displaystyle {\tfrac {1}{2}}+it}, waarin t een reëel getal is en i de imaginaire eenheid.
Veel andere belangrijke resultaten uit de wiskunde zijn erop gebaseerd dat de riemann-hypothese, en haar generalisaties, waar zijn. De riemann-hypothese is dus een empirische stelling. Het geldt als een van de belangrijkste onopgeloste problemen in de wiskunde. De riemann-hypothese maakte in 1900 samen met het vermoeden van Goldbach deel uit van het achtste probleem uit David Hilberts lijst van 23 onopgeloste problemen. Het is ook een van de zeven wiskundige vraagstukken waarvoor het Clay Mathematics Institute in 2000 een Millennium Prize van $1.000.000 heeft uitgeloofd voor het eerste correcte bewijs van de hypothese.

## Relatie met priemgetallen

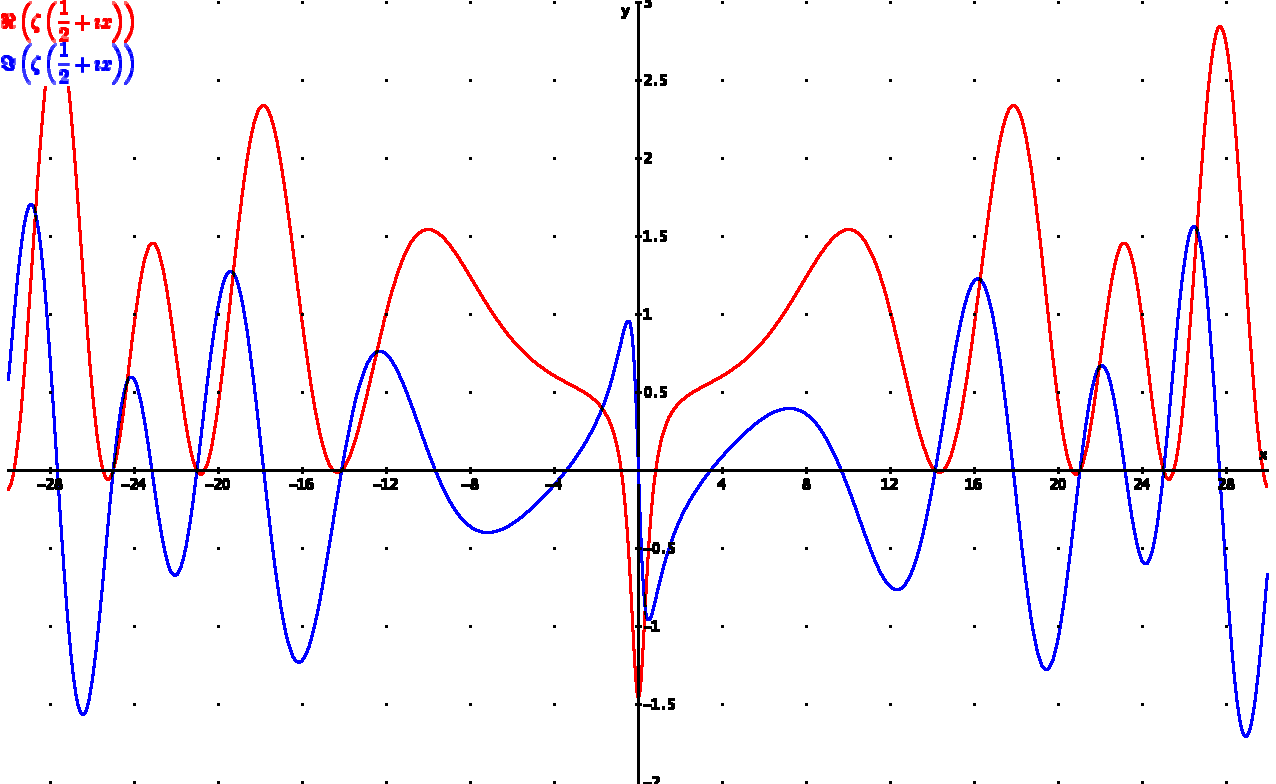
riemann-zèta-functie langs de kritieke lijn De eerste nulpunten liggen bij en.

De riemann-hypothese kan worden gezien als een verfijning van de priemgetalstelling. De priemgetalstelling geeft een nauwkeurige schatting voor het aantal priemgetallen en de riemann-hypothese vertelt ons hoever de priemgetalstelling ernaast zit. Dit kunnen we preciezer schetsen aan de hand van de chebyshev-psi-functie {\displaystyle \psi (x)} die sterk verwant is aan de zèta-functie. Voor deze functie geldt de formule:
{\displaystyle \psi (x)=x-\ln(2\pi )-\sum _{r}{\frac {x^{r}}{r}}}
In deze formule loopt de som over alle niet triviale nulpunten {\displaystyle r} van de zèta-functie en moet gelden dat {\displaystyle x>1}.
Er is een vergelijkbare formule voor de zèta-functie maar die is wat ingewikkelder. De priemgetalstelling is equivalent met de opmerking dat de term {\displaystyle x} in de formule domineert, dus dat ongeveer {\displaystyle \psi (x)=x}. We zien dat dit alleen het geval is wanneer de niet-triviale nulpunten {\displaystyle r} allemaal reëel deel kleiner dan 1 hebben. Hoe kleiner het reële deel van de nulpunten {\displaystyle r}, hoe beter de priemgetallen zich houden aan de schatting gegeven in de priemgetalstelling. De symmetrie van de zèta-functie rond reëel deel ½ laat zien dat er voor elke {\displaystyle r} met reëel deel < ½ ook een nulpunt met reëel deel groter dan ½ moet zijn. Daarom is de situatie optimaal als alle nulpunten {\displaystyle r} reëel deel ½ hadden. En dat is precies Riemanns hypothese: de best mogelijke situatie.

## Riemann-zèta-functie

Deze grafiek toont de waarden van in het complexe vlak voor. Dit komt voor overeen met het meest linkse punt van de kromme.

De riemann-zèta-functie is gedefinieerd voor complexe getallen {\displaystyle s} met een reëel deel groter dan 1 als de volgende reeks, die absoluut convergerend is
{\displaystyle \zeta (s)=\sum _{n=1}^{\infty }{\frac {1}{n^{s}}}={\frac {1}{1^{s}}}+{\frac {1}{2^{s}}}+{\frac {1}{3^{s}}}+\ldots }
Leonhard Euler liet zien dat deze reeks gelijk is aan het Euler-product
{\displaystyle \zeta (s)=\prod _{p{\text{ priem}}}{\frac {1}{1-p^{-s}}}={\frac {1}{1-2^{-s}}}\cdot {\frac {1}{1-3^{-s}}}\cdot {\frac {1}{1-5^{-s}}}\cdot {\frac {1}{1-7^{-s}}}\ldots {\frac {1}{1-p^{-s}}}\ldots }
waarin het oneindige product zich over alle priemgetallen {\displaystyle p} uitstrekt en weer convergeert voor elk complex getal {\displaystyle s} met een reëel deel groter dan 1. De convergentie van het Euler-product laat zien dat {\displaystyle \zeta (s)} geen nulpunten in deze regio heeft, aangezien geen van de factoren nulpunten heeft.
De riemann-hypothese bespreekt de nulpunten buiten het convergentiegebied van deze reeks, dus moet de reeks analytisch voortgezet worden naar alle complexe {\displaystyle s}. Dit kan gedaan worden door de reeks als volgt uit te drukken in termen van de dirichlet-èta-functie. Indien het reële deel van {\displaystyle s} groter is dan 1, voldoet de zèta-functie aan
{\displaystyle \left(1-{\frac {2}{2^{s}}}\right)\zeta (s)=\eta (s)=\sum _{n=1}^{\infty }{\frac {(-1)^{n+1}}{n^{s}}}={\frac {1}{1^{s}}}-{\frac {1}{2^{s}}}+{\frac {1}{3^{s}}}-\ldots }
De reeks aan de rechterkant convergeert echter niet alleen als het reële deel van {\displaystyle s} groter is dan een, maar meer in het algemeen als {\displaystyle s} een positief reëel deel heeft. Deze alternatieve reeks breidt de zèta-functie dus uit van {\displaystyle \Re (s)>1} naar het omvangrijkere domein {\displaystyle \Re (s)>0}, met uitzondering van de nulpunten {\displaystyle s=1+2\pi \,i\,n/\ln(2)} van {\displaystyle 1-2/2^{s}}. De zèta-functie kan ook naar deze waarden worden uitgebreid door het nemen van limieten. Het resultaat is een eindige waarde voor alle waarden van {\displaystyle s} met positief reëel deel behalve voor een enkelvoudige pool in {\displaystyle s=1}.
In het gebied {\displaystyle 0<\Re (s)<1} voldoet de zèta-functie aan de functionaalvergelijking
{\displaystyle \zeta (s)=2^{s}\pi ^{s-1}\ \sin \left({\frac {\pi s}{2}}\right)\ \Gamma (1-s)\ \zeta (1-s)}
Men kan {\displaystyle \zeta (s)} nu definiëren voor alle overige complexe getallen {\displaystyle s} ongelijk aan nul door aan te nemen dat deze vergelijking ook buiten dit gebied geldt, en door {\displaystyle \zeta (s)} gelijk te laten zijn aan de rechterkant van de vergelijking als {\displaystyle s} een niet-positief reëel deel heeft. Als {\displaystyle s} een negatief even getal is, dan is {\displaystyle \zeta (s)=0}, omdat de factor {\displaystyle \sin(\pi s/2)} in dit geval wegvalt. Dit zijn de triviale nulpunten van de zèta-functie. In het geval dat {\displaystyle s} een positief even getal is, is dit argument niet van toepassing, omdat de nulpunten van sin worden geannuleerd door de polen van de gammafunctie in geval van negatieve geheelgetallige argumenten. De waarde {\displaystyle \zeta (0)=-{\tfrac {1}{2}}} wordt niet bepaald door de functionaalvergelijking (het nulpunt van sin valt daar samen met de pool van {\displaystyle \zeta (1-s)}), maar is de limiet van {\displaystyle \zeta (s)} als {\displaystyle s} tot nul nadert. De functionaalvergelijking houdt ook in dat de zèta-functie geen nulpunten heeft met negatief reëel gedeelte anders dan de triviale nulpunten, zodat alle niet-triviale nulpunten in het kritische gebied liggen, waar {\displaystyle s} een reëel deel tussen 0 en 1 heeft.
De factor {\displaystyle \zeta (1-s)} in het rechterlid leidt tot een symmetrie in de nulpunten. Immers, als {\displaystyle \zeta (1-s)} nul is, is {\displaystyle \zeta (s)} dat ook.

## Geschiedenis
Riemann vond in zijn artikel uit 1859 Über die Anzahl der Primzahlen unter einer gegebenen Grösse een formule voor het aantal priemgetallen {\displaystyle \pi (x)} onder een gegeven getal {\displaystyle x}, bijvoorbeeld alle priemgetallen onder de duizend. Zijn formule werd gegeven in termen van de gerelateerde functie
{\displaystyle \Pi (x)=\sum _{p^{n}<x}{\frac {1}{n}}=\pi (x)+{\tfrac {1}{2}}\pi (x^{\frac {1}{2}})+{\tfrac {1}{3}}\pi (x^{\frac {1}{3}})+{\tfrac {1}{4}}\pi (x^{\frac {1}{4}})+{\tfrac {1}{5}}\pi (x^{\frac {1}{5}})+{\tfrac {1}{6}}\pi (x^{\frac {1}{6}})+\ldots }
die priemgetallen en machten van priemgetallen tot aan {\displaystyle x} telt waarin een priemmacht {\displaystyle p^{n}} als {\displaystyle 1/n} van een priemgetal telt. Het aantal priemgetallen kan uit deze functie worden bepaald door
{\displaystyle \pi (x)=\sum _{n=1}^{\infty }{\frac {\mu (n)}{n}}\Pi (x^{\frac {1}{n}})=\Pi (x)-{\tfrac {1}{2}}\Pi (x^{\frac {1}{2}})-{\tfrac {1}{3}}\Pi (x^{\frac {1}{3}})-{\tfrac {1}{5}}\Pi (x^{\frac {1}{5}})+{\tfrac {1}{6}}\Pi (x^{\frac {1}{6}})-\ldots },
waarin {\displaystyle \mu } de möbiusfunctie is. De formule van Riemann luidt dan
{\displaystyle \Pi _{0}(x)=\operatorname {Li} (x)-\sum _{\rho }\operatorname {Li} (x^{\rho })-\log(2)+\int _{x}^{\infty }{\frac {\mathrm {d} t}{t(t^{2}-1)\log(t)}}}
waarbij de som over de niet-triviale nulpunten van de zèta-functie is en waar {\displaystyle \Pi _{0}} een licht gewijzigde versie van {\displaystyle \Pi } is, die in haar punten van discontinuïteit haar waarde vervangt door het gemiddelde van de boven- en ondergrens :
{\displaystyle \Pi _{0}(x)=\lim _{\varepsilon \to 0}{\frac {\Pi (x-\varepsilon )+\Pi (x+\varepsilon )}{2}}}
De sommatie in Riemanns formule is niet absoluut convergerend, maar kan worden geëvalueerd door de nulpunten {\displaystyle \rho } in de volgorde van de absolute waarde van het imaginaire deel te nemen. De functie Li, die in de eerste term voorkomt, is de (onverschoven) logaritmische integraalfunctie, die wordt gegeven door de cauchy-hoofdwaarde van de divergerende integraal
{\displaystyle \operatorname {Li} (x)=\int _{0}^{x}{\frac {\mathrm {d} t}{\log(t)}}}
De termen {\displaystyle \operatorname {Li} (x^{\rho })} die betrekking hebben op de nulpunten van de zèta-functie moeten zorgvuldig worden gedefinieerd aangezien {\displaystyle \operatorname {Li} } vertakkingspunten in 0 en 1 heeft. De termen {\displaystyle \operatorname {Li} (x^{\rho })} worden (voor {\displaystyle x>1}) gedefinieerd door analytische voortzetting in de complexe variabele ρ in het gebied {\displaystyle \Re (\rho )>0}, dat wil zeggen dat zij moeten worden beschouwd als de exponentiële integraal {\displaystyle \operatorname {Ei} (\rho \ln x)}. De andere termen corresponderen ook met nulpunten: de dominante term {\displaystyle \operatorname {Li} (x)} komt van de pool in {\displaystyle s=1}, die kan worden beschouwd als een nulpunt van multipliciteit −1. De resterende kleine termen komen van de triviale nulpunten. Voor sommige grafieken van de sommen van de eerste paar termen van deze reeks zie Riesel en Göhl (1970) of Zagier (1977).
Deze formule zegt dat de nulpunten van de riemann-zèta-functie de oscillaties van priemgetallen rond hun "verwachte" posities controleren. Riemann wist dat de niet-triviale nulpunten van de zèta-functie symmetrisch verdeeld waren over de lijn {\displaystyle s={\tfrac {1}{2}}+it} en dat al haar niet-triviale nulpunten in het bereik {\displaystyle 0\leq \Re (s)\leq 1} moesten liggen. Hij controleerde dat voor een aantal van de nulpunten op de kritieke lijn met reëel gedeelte ½ en suggereerde vervolgens dat zij dat allemaal zouden doen. Dit is de riemann-hypothese.

## Gevolgen van de riemann-hypothese
De praktische toepassingen van de riemann-hypothese omvatten veel proposities waarvan bekend is dat zij waar zijn onder de riemann-hypothese en sommige waarvan is aangetoond dat zij equivalent zijn met de riemann-hypothese.

### Verdeling van priemgetallen
Riemanns expliciete formule voor het aantal priemgetallen kleiner dan een bepaald getal in termen van een som over de nulpunten van de riemann-zèta-functie zegt dat de omvang van de oscillaties van priemgetallen rondom hun verwachte positie wordt gecontroleerd door het reële gedeelte van de nulpunten van de zèta-functie. Met name de foutterm in de priemgetalstelling is nauw verwant aan de positie van de nulpunten: het supremum van het reële gedeelte van de nulpunten is bijvoorbeeld het infimum van getal {\displaystyle \beta } zodanig dat de fout gelijk is {\displaystyle O(x^{\beta })}. Von Koch bewees in 1901 dat de riemann-hypothese equivalent is aan de 'best mogelijke' grens voor de fout van de priemgetalstelling. Een precieze versie van Kochs resultaat, te danken aan Schoenfeld 1976, zegt dat de riemann-hypothese equivalent is aan
{\displaystyle |\pi (x)-\operatorname {Li} (x)|<{\frac {1}{8\pi }}{\sqrt {x}}\log(x),\qquad {\text{voor alle }}x\geq 2657}
Schoenfeld toonde ook aan dat de riemann-hypothese equivalent is aan
{\displaystyle |\psi (x)-x|<{\frac {1}{8\pi }}{\sqrt {x}}\log ^{2}(x),\qquad {\text{voor alle }}x\geq 73{,}2},
waarin {\displaystyle \psi (x)} de tweede chebyshev-functie is.

### Groei van rekenkundige functie
De riemann-hypothese impliceert naast de priemgetal-telfunctie hierboven, sterke grenzen aan de groei van vele andere rekenkundige functies.
Een voorbeeld betreft de möbiusfunctie {\displaystyle \mu }. De stelling dat de vergelijking
{\displaystyle {\frac {1}{\zeta (s)}}=\sum _{n=1}^{\infty }{\frac {\mu (n)}{n^{s}}}}
geldt voor elke {\displaystyle s} met reëel gedeelte groter dan ½, waarbij de som aan de rechterkant convergeert, is equivalent aan de riemann-hypothese. Hieruit kunnen we ook concluderen dat als de mertensfunctie wordt gedefinieerd door
{\displaystyle M(x)=\sum _{n\leq x}\mu (n)}
dat dan de claim dat
{\displaystyle M(x)=O(x^{{\frac {1}{2}}+\varepsilon })}
voor elke positieve {\displaystyle \varepsilon } equivalent is aan de riemann-hypothese. Deze notatie met een {\displaystyle O} heet grote-O-notatie. De determinant van de orde {\displaystyle n} Redheffer-matrix is gelijk aan {\displaystyle M(n)}, zodat de riemann-hypothese ook kan worden geformuleerd als een conditie op de groei van deze determinanten. De riemann-hypothese legt een vrij strakke grens aan de groei van {\displaystyle M}, aangezien Andrew Odlyzko en Herman te Riele in 1985 het iets sterkere vermoeden van Mertens weerlegden.
{\displaystyle |M(x)|\leq {\sqrt {x}}}
De riemann-hypothese is equivalent aan vele andere vermoedens over de groeivoet van andere rekenkundige functies naast {\displaystyle \mu (n)}. Een typisch voorbeeld is de stelling van Robin (Robin (1984)), die stelt dat als {\displaystyle \sigma (n)} de delerfunctie is, gegeven door
{\displaystyle \sigma (n)=\sum _{d\mid n}d}
dat dan
{\displaystyle \sigma (n)<e^{\gamma }n\log \log n}
voor alle {\displaystyle n>5040} dan en slechts dan als de riemann-hypothese waar is, waarin {\displaystyle \gamma } de constante van Euler-Mascheroni is.

### Inleidende boeken
- (en)  John Derbyshire, Prime Obsession, Bernhard Riemann and the Greatest Unsolved Problem in Mathematics, London, 2003, ISBN 0-452-28525-9
- (en)  Marcus du Sautoy, The Music of the Primes, why an unsolved problem in mathematics matters, London, 2003, ISBN 1-84115-580-2
- (nl)  Roland van der Veen en Jan van de Craats, De Riemann-hypothese: een miljoenenprobleem, Epsilon, 2011, ISBN 978-90-5041-126-4

### Historische artikelen
- (de)  Bernhard Riemann, Ueber die Anzahl der Primzahlen unter einer gegebenen Grösse, (1859) Monatsberichte der Berliner Akademie.
- (fr)  Jacques Hadamard, Sur la distribution des zéros de la fonction ζ(s) et ses conséquences arithmétiques, Bulletin Société Mathématique de France 14 (1896), p. 199-220.

### Moderne technische referenties
- (en)  H.M. Edwards, Riemann's Zeta Function, Academic Press, 1974. (Herdrukt door Dover Publications, 2001 ISBN 0-486-41740-9)
- (de)  Knauf, Andreas, Number theory, dynamical systems and statistical mechanics, MathSciNet, 1714352, 1999, Reviews in Mathematical Physics. A Journal for Both Review and Original Research Papers in the Field of Mathematical Physics, ISSN 0129-055X, deel 11, nr. 8, p. 1027–1060, doi 10.1142/S0129055X99000325
- (en)  E.C. Titchmarsh, The Theory of the Riemann Zeta Function, second revised (Heath-Brown) edition, Oxford University Press, 1986
- (en)  Jeffrey Lagarias (2002). An Elementary Problem Equivalent to the Riemann Hypothesis. American Mathematical Monthly 109: 534–543. DOI: 10.2307/2695443.
- (en)  (no author credited), Computation of zeros of the Zeta function (2004).
- (en)  Schoenfeld, Lowell, Sharper bounds for the Chebyshev functions θ(x) and ψ(x). II. Mathematics of Computation 30 (1976), no. 134, 337-360.
- (en)  Conrey, J. Brian, The Riemann Hypothesis, Notices of the American Mathematical Society, maart 2003, 341-353. (online )

## Websites

### Inleiding
- wiskundemeisjes.nl. Bewijzen van de Riemann-hypothese
- RC Pollé voor de Universiteit Leiden. Op weg naar de Riemann-hypothese , 7 april 2006, gearchiveerd
- (en)  Zetagrid, geëindigde controle door middel van  distributed computing om de hypothese empirisch te verifiëren

### Onbevestigde en mislukte bewijzen
- Ans Hekkenberg voor de New Scientist. Nog onduidelijk of bewijs Riemann-hypothese hout snijdt, 24 september 2018
- (en)  A Palmer. Proposed Proof of Riemann Hypothesis , 16 maart 2006, gearchiveerd